# Lymantria novaguineensis
Lymantria novaguineensis is een vlinder uit de onderfamilie donsvlinders (Lymantriinae) van de familie van de spinneruilen (Erebidae). De wetenschappelijke naam van de soort werd in 1904 gepubliceerd door George Thomas Bethune-Baker.